# Райхенбах, Себастьен
Себастьен Райхенбах или Рейхенбах (нем. Sébastien Reichenbach; род. 28 мая 1989 в Мартиньи, кантон Вале,  Швейцария) —  швейцарский профессиональный  шоссейный велогонщик, выступающий за команду мирового тура «Groupama-FDJ».

## Достижения
2011
3-й - Гран-при Шанталь Бийя
2012
1-й - Чемпионат Цюриха
2013
1-й - Трофей Маттеотти
2-й - Тур Берна
2014
9-й - Брабантсе Пейл
2015
2-й  - Чемпионат Швейцарии — Групповая гонка
2016
4-й - Тиррено — Адриатико — Генеральная классификация
5-й - Чемпионат Швейцарии — Групповая гонка
6-й - Тур дю Ду
19-й - Олимпийские игры — Групповая гонка
2017
7-й - Вуэльта Андалусии — Генеральная классификация

## Статистика выступлений

### Гранд-туры
| Гонка           | 2014 | 2015 | 2016 | 2017 |
| --------------- | ---- | ---- | ---- | ---- |
| Джиро д'Италия  | —    | НФ   | —    | 15   |
| Тур де Франс    | 85   | —    | 14   | —    |
| Вуэльта Испании | —    | —    | —    | —    |

| —  | Не участвовал  |
| НФ | Не финишировал |